# Virgin Australia
A Virgin Blue, é uma companhia aérea australiana de baixo custo que pertence ao Virgin Group. No dia 4 de maio de 2011, a Virgin Blue juntou-se a V Australia e trocou de nome para Virgin Australia.

## História
A companhia aérea foi fundada em 3 de agosto de 2000 com apenas 2 aviões, que inicialmente oferecia sete voos diários entre Brisbane e Sydney. Hoje já é a segunda maior empresa da Austrália, atrás somente da Qantas. Ela pertence ao Virgin Group, que pertence ao Britânico Sir Richard Branson.
A Virgin Blue usava uma fórmula de sucesso familiar entre empresas como a Southwest Airlines, Ryanair e a Gol Transportes Aéreos, eliminando custos, como servindo refeições simples, usando sistema de reservas via Internet, limite de aeroportos servidos, e operando somente um tipo de aeronave, o Boeing 737. Está estratégia mudou ao juntar-se com a V Australia e a introdução de aeronaves de grande porte, como o Airbus 330-200 e o Boeing 777-300ER utilizados em voos internacionais de longo alcance.

## Frota

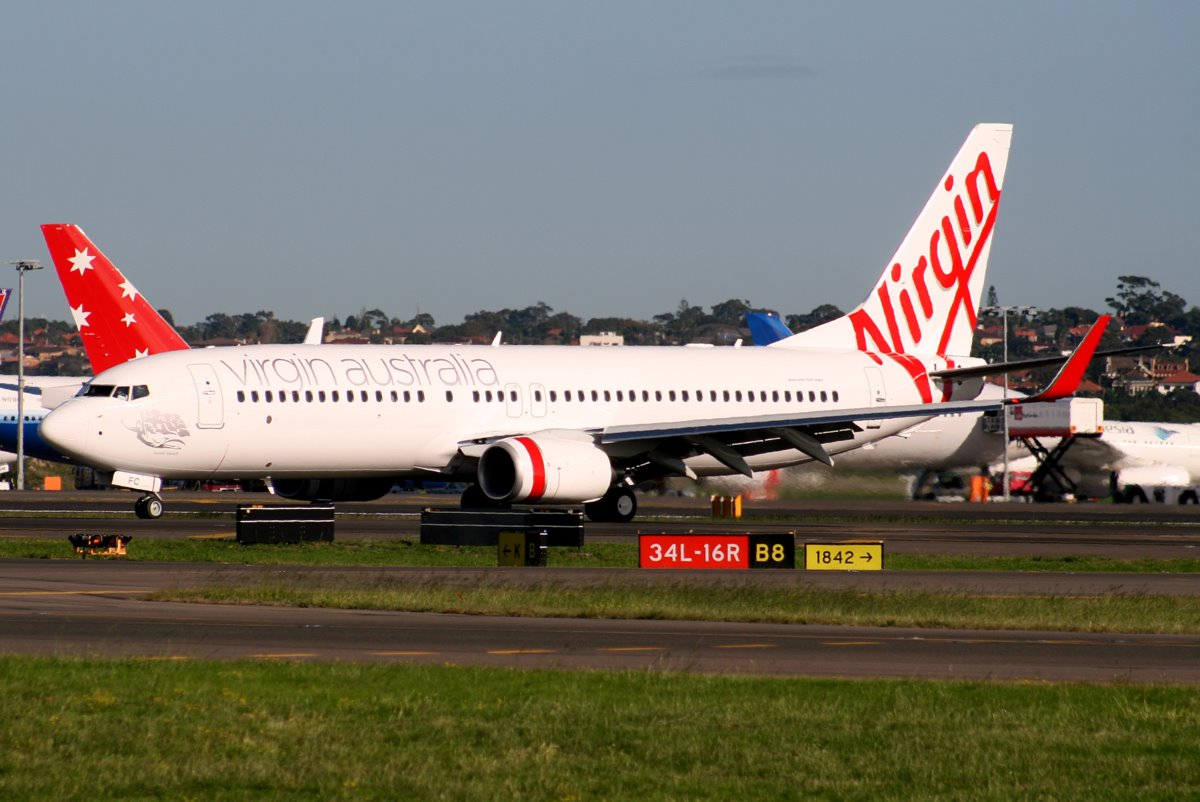
Boeing 737-800 da Virgin Australia.

| Aeronave       | Total | Passageiros (1ª Classe/Econômica) |
| -------------- | ----- | --------------------------------- |
| Boeing 737-700 | 2     | 138 (12/126)                      |
| Boeing 737-800 | 59    | 174 (12/162)                      |